# 7317-es mellékút (Magyarország)
A 7317-es számú mellékút egy csaknem 27 kilométer hosszú, négy számjegyű mellékút Veszprém vármegye középső részén; Devecser és Tapolca térségét köti össze, nagyjából észak-déli irányban átszelve a Bakonyt.

## Nyomvonala
A 7324-es útból ágazik ki, annak 1+200 kilométerszelvényénél, Devecser belvárosában, dél felé, Miskei utca néven, a 7324-es által addig követett irány egyenes irányú folytatásaként, míg az éles kanyarvétellel nyugatnak fordul. Bő egy kilométer után lép ki a város házai közül, 3,5 kilométer után keresztezi az Epres-patakot, majd a 4. kilométere után átlép Pusztamiske területére. Szinte azonnal el is éri a település első házait, amelyek között Dózsa György utca néven halad. 5,3 kilométer után lép ki a község belterületéről, a 8. kilométerénél pedig Nyirád területére lép.
A 10+400-as kilométerszelvényénél beletorkollik a 7315-ös út –, 8,7 kilométer megtétele után, Szőcön és Halimbán át Ajka felől –, majd beér Nyirád házai közé, ahol a József Attila utca nevet veszi fel. Pontosan a 11. kilométerénél kiágazik belőle nyugat felé a 7321-es út (Dózsa György utca néven, e mellékút Sümeg határában ér véget), majd a 11+800 kilométerszelvénye közelében az út kilép a faluból. Ettől függetlenül még egészen a 16+200 kilométerszelvényéig nyirádi külterületen húzódik, csak ott lép be Zalahaláp területére.
Zalahaláp északi szélén Újdörögd településrész mellett halad el, majd a 18+700-as kilométerszelvényénél kiágazik belőle északnyugat felé a 73 152-es út (utóbbi Ódörögd településrészen áthaladva, lakatlan tapolcai, nyirádi és sümegi területeket is érintve a 7319-es útig tart, 5,2 kilométer hosszúságban). Csak a 22+100-as kilométerszelvénye körül éri el Zalahaláp központjának első házait: a falu északi részében a Kossuth utca nevet viseli, majd a 22+600-as kilométerszelvényénél kiágazik belőle kelet felé a 73 147-es út (ez Sáska központjába vezet), onnantól pedig József Attila utca néven húzódik tovább. A 23. kilométere után kilép Zalahaláp házai közül és a 24. kilométerénél már Tapolca határában jár.
25,3 kilométer megtétele után lép Tapolca belterületére, Halápi utca néven. A 25+800-as kilométerszelvényénél egy körforgalma következik, ott egy kisebb irányváltást követően Juhász Gyula utca lesz a neve, dél felé húzódva. 26,7 kilométer után egy újabb körforgalomba ér, ott a Kossuth Lajos utca nevet veszi fel és egyben délkelet felé fordul (ezen a szakaszon a városon átvezető főúttal esik egybe). Így ér véget, alig pár lépéssel ezután, a 77-es főút egy körforgalmú csomópontjába beletorkollva, a főút 44+650-es kilométerszelvényénél. Egyenes folytatása a körforgalom túlsó oldalán a Badacsonytomajtól induló Nemesgulácson és Gyulakeszin is keresztülhaladó 7316-os út, amelynek kilométer-számozása ellentétes irányú, azaz szintén itt ér véget.
Teljes hossza, az országos közutak térképes nyilvántartását szolgáló kira.gov.hu adatbázisa szerint 26,865 kilométer.

## Települések az út mentén
- Devecser
- Pusztamiske
- Nyirád
- Zalahaláp
- Tapolca

## Hídjai
Egy jelentősebb hídja van, ez a nyirádi Kígyós-patakot íveli át, az út 10+729 kilométerszelvényében, és a korábban itt állt régi híd átépítésével épült meg, 1958-ban